# Tareck El Aissami

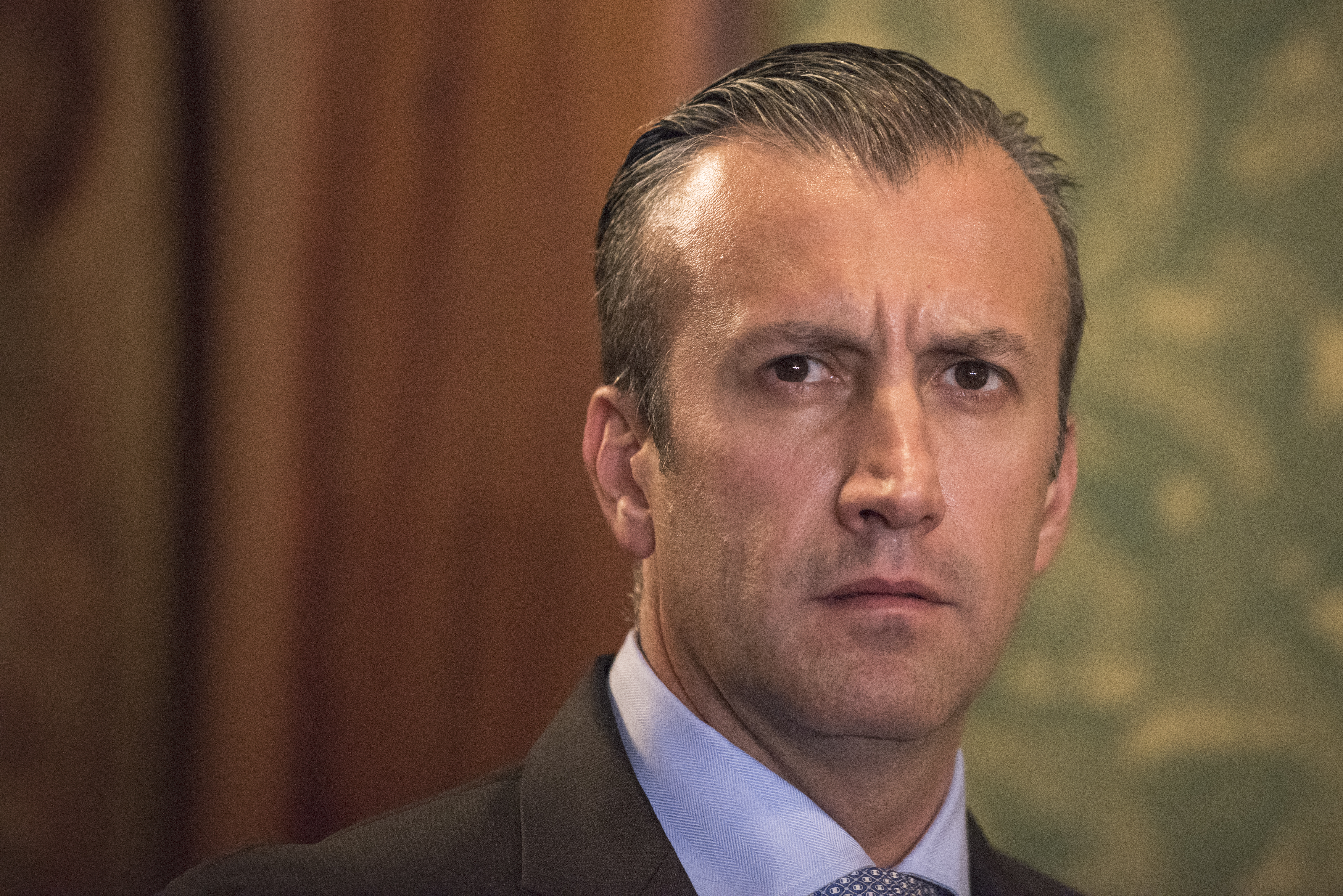
Tareck El Aissami (2016)

Tareck Zaidan El Aissami Maddah (* 12. November 1974 in El Vigía, Mérida) ist ein venezolanischer Politiker. Er ist ein Neffe des syrischen Politikers Shibli al-Aysami.

## Leben
El Aissami wurde am 12. November 1974 in El Vigía, Mérida, Venezuela geboren. Er ist eines von fünf Kindern. Seine Mutter, May Maddah de El Aissami, ist Libanesin. während sein Vater, Zaidan El Amin El Aissami, auch bekannt als Carlos Zaidan, ein drusischer Einwanderer aus Jabal al-Druze in Syrien war. Am 8. September 2008 wurde Tareck El Aissami unter der Präsidentschaft von Hugo Chávez im Alter von 33 Jahren zum Innen- und Justizminister ernannt. Vorher war er stellvertretender Minister für öffentliche Sicherheit und Parlamentsabgeordneter. Am 16. Dezember 2012 wurde Tareck El Aissami mit 55,56 % zum Gouverneur des Bundesstaates Aragua gewählt. Er ist Mitglied des nationalen Vorstands der Regierungspartei Partido Socialista Unido de Venezuela (PSUV).
Im Januar 2017 wurde El Aissami vom venezolanischen Präsidenten Maduro zum Vizepräsidenten ernannt. Daraufhin nahm am 13. Februar 2017 die Office of Foreign Assets Control, die dem Finanzministerium der Vereinigten Staaten untersteht, nach Anweisung der Bundesregierung der Vereinigten Staaten, El Aissami in ihr Sanktionsprogramm für Venezuela auf, da er in den Drogenhandel involviert sein soll. Die NZZ berichtet, „er solle im grossen Stil Kokaintransporte aus Kolumbien über Venezuela nach Mexiko und in die USA organisiert haben sowie Kontakte zum Drogenkartell Los Zetas in Mexiko unterhalten“. US-Amerikanern, die mit ihm Geschäfte machen, drohen deshalb Strafen in Höhe von bis zu 5 Millionen US-$ oder bis zu 30 Jahre Haft.
Neben seinen Aufgaben als Vizepräsident fungierte El Aissami auch als Minister für Industrie, nationale Produktion und Erdöl. Im März 2023 trat El Aissami im Zuge von Korruptionsermittlungen wegen Unregelmäßigkeiten bei der PDVSA zurück. Im April 2024 wurde er neben zwei weiteren Ex-Funktionären verhaftet. Ihnen werden Betrug, Geldwäsche, Konspiration und Veruntreuung öffentlicher Mittel vorgeworfen. Der Gesamtschaden soll sich auf 23 Milliarden US-Dollar belaufen.